# Coton hydrophile
Pour les articles homonymes, voir Coton, Coton (homonymie) et Hydrophile.

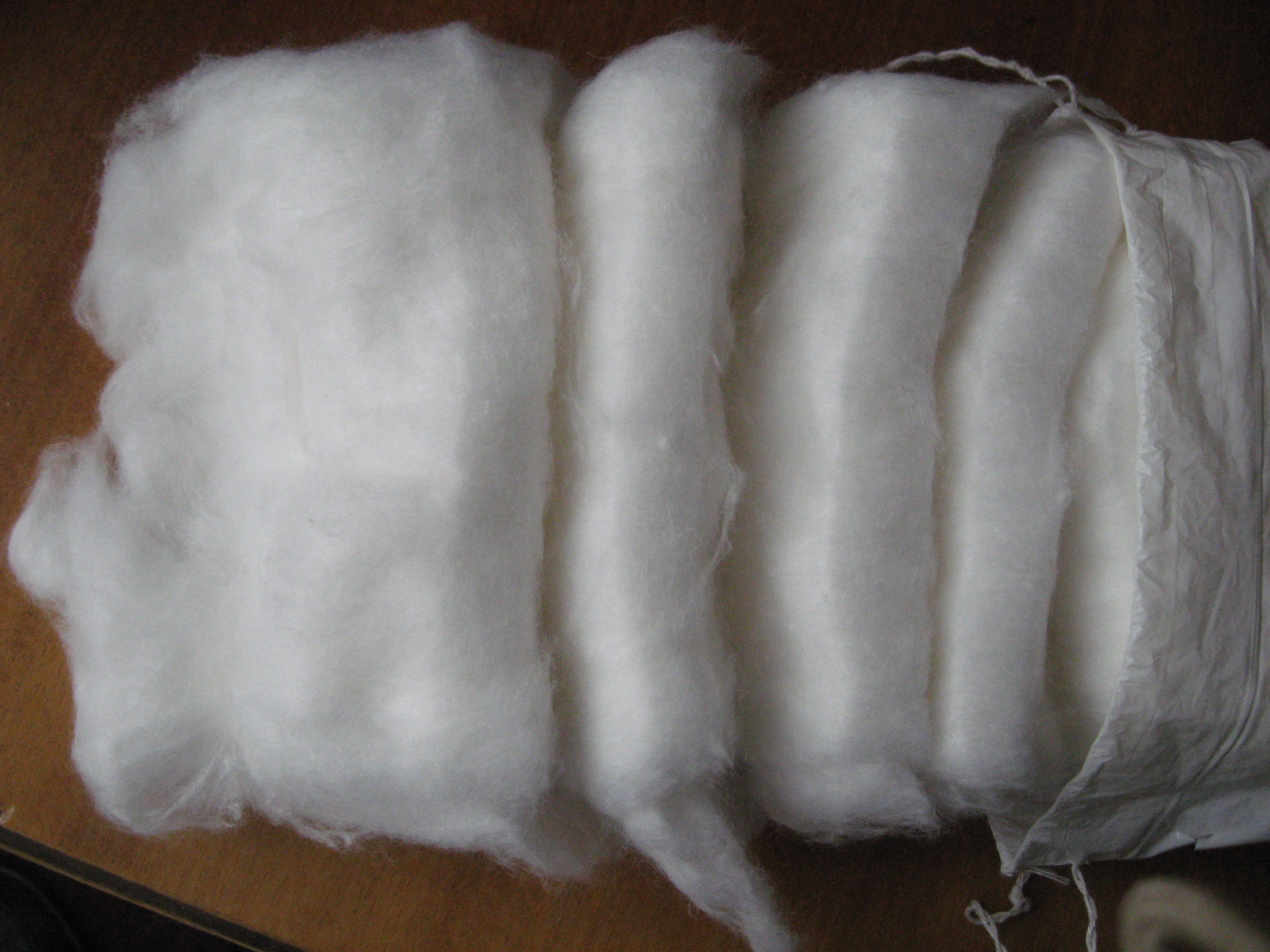
Du coton hydrophile.

Le coton hydrophile, laine de coton ou ouate hydrophile, est un type de coton commercialisé après cardage et traitements chimiques comme le blanchiment et autres qui enlèvent des fibres leurs substances résineuses et grasses, les rendant très absorbantes.
La matière première utilisée est généralement du coton brut de fibre courte, telle que les peigneuses (fibres de coton issues de la phase de peignage en filature).
Le coton hydrophile est associé à certaines fibres de synthèse telles que la fibranne pour lui donner du gonflant. Il est présenté à la vente sous forme de paquet avec pliage en accordéon, rouleau, ou encore disque à démaquiller.
Un procédé de stérilisation le rend apte à son utilisation médicale bien qu'il soit aujourd'hui moins utilisé dans ce domaine. S’il est produit et confectionné en ambiance contrôlée et dans des conditions hygiéniques adéquates, par exemple sans contact direct avec le personnel, la condition de stérilisation n’est pas nécessaire pour son utilisation générique en cosmétique ou profession paramédicale (coton tige).